# Белокоремен дукер
Белокоремен дукер (Cephalophus leucogaster) е вид бозайник от семейство Кухороги (Bovidae). Видът не е застрашен от изчезване.

## Разпространение и местообитание
Разпространен е в Габон, Демократична република Конго, Екваториална Гвинея, Камерун и Централноафриканска република.
Обитава гористи местности, влажни места, национални паркове и савани.

## Описание
На дължина достигат до 93,9 cm, а теглото им е около 13,2 kg.
Продължителността им на живот е около 5,3 години. Популацията на вида е намаляваща.